# 乳白黄耆
乳白黄耆（学名：Astragalus galactites）为豆科黄芪属的植物。分布在蒙古、西伯利亚以及中国大陆的内蒙古、西北、东北等地，生长于海拔1,000米至3,500米的地区，多生长在草原砂质土上或向阳山坡，目前尚未由人工引种栽培。

## 别名
白花黄耆（东北植物检索表）